# Blue Mountain State
Pour les articles homonymes, voir BMS.
Cet article possède un paronyme, voir Blue Mountain.
Blue Mountain State: The Rise of Thadland
Blue Mountain State (BMS) est une série télévisée américaine, créé par Chris Romano et Eric Falconer, diffusée entre le 11 janvier 2010 et le 30 novembre 2011 à la télévision sur Spike TV. En France, elle est diffusée à partir 24 avril 2010 à la télévision sur MTV France.
En février 2012, l'annonce tombe que Blue Mountain State ne sera pas renouvelée pour une quatrième saison.
En avril 2014, le long-métrage Blue Mountain State: The Rise of Thadland est annoncé et un projet Kickstarter est lancé le même mois pour financer la production du film. La campagne Kickstarter atteint son objectif de lever $1.5 million le 11 mai 2014. Le film sort le 2 février 2016.

## Synopsis
Comme chaque année, l'université de Blue Mountain State accueille de nouveaux joueurs pour son équipe de football américain, la meilleure du championnat universitaire national. Le campus devient alors le théâtre de situations inattendues dans un contexte de débauche effrénée.

## Distribution

### Acteurs principaux
- Darin Brooks (VFB : Alexandre Crépet) : Alex Moran
- Alan Ritchson (VFB : Mathieu Moreau) : Kevin « Thad » Castle
- Chris Romano (VFB : Sébastien Hébrant) : Sampson « Sammy » Cacciatore
- Ed Marinaro (en) (VFB : Jean-Michel Vovk) : Coach Martin « Marty » Daniels
- James Cade : Harmon Tedesco
- Sam Jones III (VFB : Grégory Praet) : Craig Shilo (saison 1)
- Gabrielle Dennis (VFB : Mélanie Dermont) : Denise Roy (saison 1)
- Page Kennedy (VFB : Erwin Grünspan) : Radon Randell (saison 2)
- Frankie Shaw : Mary-Jo Cacciatore (régulière saison 2, récurrente saison 3)
- Denise Richards : Debra Simon (récurrente saison 2, régulière saison 3)

### Acteurs récurrents
- Kwasi Songui : Coach assistant Jon-Jon Hendricks
- Rob Ramsey : Donald « Donnie » Schrab
- Meghan Heffern : Kate
- Omari Newton : Larry Summers
- Anthony Lemke : Coach Marcus Gilday (saison 3)
- Stephen Amell: Travis
- Chantal Quesnelle (VF : Dominique Wagner) : Pauline
Version française
  - Société de doublage : Chinkel - Belgique
  - Direction artistique : Alexandra Corréa
  - Adaptation des dialogues :

Source VF : Doublage Série Database

## Histoire

### Saison 1
C'est la 1re année en fac de Alex Moran, Craig Chilo, et de Sammy Cacciatore. Alex est le nouveau quarterback (QB) remplaçant des Goats de Blue Mountain State, c'est un flemmard doublé d'un fêtard triplé d'un queutard. Craig est le nouveau running back des Goats il est déjà connu pour ses talents de sportif, il est en couple avec Denise Roy, une fille ultra-autoritaire mais surtout extrêmement manipulatrice et vénale. Thad Castle, linebacker est l'excentrique capitaine de l'équipe. Quant à Sammy c'est la nouvelle mascotte des Goats et le meilleur ami d'Alex. Dans cette saison, ils vont devoir survivre entre le bizutage, les cours (quand ils y vont), les examens truqués, le foot, les soirées alcoolisées, les drogues et les filles.

### Saison 2
2e année à BMS pour Alex et Sammy. Craig est parti à Georgia Tech et le QB titulaire des Goats a fini ses études. Alex est chargé de faire en sorte que le nouveau QB titulaire, Radon Randell se plaise à BMS, ce qui va lui attirer pas mal d'ennuis. Une autre nouvelle tête apparaît également en la personne de Mary-Jo, la sœur de Sammy qui va devenir Pom-Pom Girl et dont l'objectif est un jour de coucher avec Alex. Une nouvelle année avec toujours autant de fêtes, d'alcool, de drogues, et de filles.

### Saison 3
3e année à BMS pour Alex et Sammy. Radon s'est blessé pendant un match et a dû partir. Alex devient alors le nouveau QB titulaire des Goats. Thad a dû rester à BMS, à la suite d'ennuis avec la justice. Une nouvelle année avec toujours autant de fêtes, d'alcool, de drogue, et de filles.

## Épisodes

### Première saison (2010)
1. Ça s'appelle le bizutage (It's Called Hazing, Look It Up)
2. L'anneau d'engagement (Promise Ring)
3. Le minou de poche (Pocket Pussy)
4. Week-end de rivalité (Rivalry Weekend)
5. Que le deuxième meilleur gagne (There's Only One Second Best)
6. Les Jeux Narcolympiques (The Drug Olympics)
7. La Légende du Bras d'Or (The Legend of the Golden Arm)
8. Le sacrifice (LAX)
9. Les partiels (Midterms)
10. Le Marathon du lundi (Marathon Monday)
11. Rançon (Ransom)
12. Test urinaire (Piss Test)
13. Le Cypress Bowl (Bowl Game)

### Deuxième saison (2010-2011)
1. Controverse (Controversy)
2. Le doigtage (The Fingering)
3. La Renaissance (Born Again)
4. Payer pour jouer (Pay for Play)
5. Enceinte (Pregnant)
6. Nerds (Nerds)
7. Debra (Debra)
8. Quête visionnaire (Vision Quest)
9. Le blaireau (The Badger)
10. Hockey (Hockey)
11. Cellule de dégrisement (Drunk Tank)
12. Jeu trompeur (Trap Game)
13. Émeute (Riot)

### Troisième saison (2011)
1. Le Capitaine (The Captain)
2. Photos anonymes (Dics Pics)
3. Le retour de Thad (Thad's back)
4. Le pic (The Peak)
5. Jour d'entraînement (Training Day)
6. Coupure de courant (Blackout)
7. Superstition (Superstition)
8. Curieux secrets (Fun Facts)
9. Le mot en C (The C-Word)
10. Une semaine (One Week)
11. Peine de mort (Death Penalty)
12. Champ de maïs (The Corn Field)
13. Champ de maïs: partie 2 (The Corn Field: Part 2)

## Sites de tournage
- Saint-Jacques-le-Mineur, Québec
- Stade olympique de Montréal, Québec
- Collège John Abbott, Sainte-Anne-de-Bellevue, Québec
- Université McGill (Campus MacDonald), Sainte-Anne-de-Bellevue, Québec
- Rue Ste-Anne, Sainte-Anne-de-Bellevue, Québec
- Temple maçonnique, Montréal, Québec
- Bar Du Diable A Quatre, Montréal (Pointe-Saint-Charles), Québec
- Georgia Dome, Atlanta, Géorgie, États-Unis

## Commentaires
- Dans l'épisode 4 de la saison 2 : "Pay for Play" (Payer pour jouer), on voit le groupe Rev Theory (qui interprète la musique du générique de la série) apparaître lors d'une fête à la « Goats House » pour y faire l'animation. Il y interprète notamment le générique de la série.
- Le dernier épisode de la 3e saison (et donc de la série) est le seul épisode où l'on voit l'équipe des Goats jouer un match.

## Annulation
La série a été annulée par Spike TV en février 2012 en raison d'une trop faible audience. Les tentatives de Lionsgate pour reprogrammer la série sur une autre chaîne sont restées vaines. Eric Falconer (cocréateur), a annoncé sur son compte Twitter la fin de la série : « Triste nouvelle aujourd'hui. Blue Mountain State vient d'être annulée. Sincères remerciements à tous ceux qui ont soutenu la série au cours de ces trois saisons. ».